# Атюська волость
Атюська волость — історична адміністративно-територіальна одиниця Кролевецького повіту Чернігівської губернії з центром у селі Атюша.
Станом на 1885 рік складалася з 12 поселень, 14 сільських громад. Населення — 7738 осіб (3680 чоловічої статі та 4058 — жіночої), 1329 дворових господарств.
|                     | Площа, десятин | У тому числі орної, дес. |
| ------------------- | -------------- | ------------------------ |
| Сільських громад    | 10912          | 8476                     |
| Приватної власності | 4105           | 1623                     |
| Казенної власності  | 516            | —                        |
| Іншої власності     | 14             | 7                        |
| Загалом             | 15547          | 10106                    |

Найбільші поселення волості на 1885 рік:
- Атюша — колишнє державне й власницьке село за 30 верст від повітового міста, 3330 осіб, 577 дворів, 2 православні церкви, школа, 6 постоялих будинків, 3 лавки, вітряний млин, базари й 2 ярмарки на рік.
- Білка — колишнє державне й власницьке село, 1650 осіб, 297 дворів, православна церква, постоялий будинок, крупорушка. За 4 версти — поштова станція.
- Ксензівка — колишнє державне й власницьке село, 1043 особи, 196 дворів, православна церква, 2 постоялих двори, 4 постоялих будинки, лавка, крупорушка, цегельний завод.
- Мельня — колишнє державне село при річках Сейм й Мельня, 584 особи, 135 дворів, православна церква, 2 постоялих двори, 2 постоялих будинки, щорічний ярмарок.

1899 року у волості налічувалось 4 сільських громади, населення зросло до 18 481 особа (8827 чоловічої статі та 9666 — жіночої).